# Weyrauchia viridimicans
Weyrauchia viridimicans là một loài bọ cánh cứng trong họ Cerambycidae.